# Рудњик (Мијава)
Рудњик (слч. Rudník) насељено је мјесто са административним статусом сеоске општине (слч. obec) у округу Мијава, у Тренчинском крају, Словачка Република.

## Становништво
| Година:    | 1994. | 2004.    | 2014.   | 2024.   |
| ---------- | ----- | -------- | ------- | ------- |
| Број људи: | 872   | 728      | 798     | 838     |
| Разлика:   |       | -16,51 % | +9,61 % | +5,01 % |

| Година:    | 2023. | 2024.   |
| ---------- | ----- | ------- |
| Број људи: | 845   | 838     |
| Разлика:   |       | -0,82 % |

Према подацима о броју становника из 2024. године насеље је имало 838 становника.